# Frances Burney
Frances Burney, Fanny Burney, Frances d’Arblay (ur. 13 czerwca 1752 w King’s Lynn, zm. 6 stycznia 1840 w Londynie) – angielska powieściopisarka i pamiętnikarka, autorka powieści Ewelina, uważanej za istotny etap w rozwoju powieści obyczajowej.

## Życiorys
Była trzecim z sześciorga dzieci angielskiego kompozytora Charlesa Burneya. Samodzielnie uczyła się pisać i czytać. W 1778 roku opublikowała anonimowo swoją pierwszą powieść Ewelina, traktującą o młodej, wchodzącej w świat dziewczynie. Utwór szybko zyskał popularność, a po wyjściu na jaw tożsamości autorki Burney zaczęła bywać w literackich kręgach Londynu. W 1782 roku wydała następną powieść Cecilia, przyjętą równie dobrze jak jej debiut.
W roku 1785 została przedstawiona na dworze królewskim Jerzego III, a w latach 1786–1791 była niższej rangi damą dworu królowej Zofii Charlotty.
W wieku 41 lat poślubiła francuskiego emigranta, Alexandre'a d'Arblaya, generała adiutanta La Fayette'a. Wydała kolejną powieść, noszącą tytuł Camilla (1796), a za uzyskane dzięki niej fundusze małżeństwo kupiło dom w Surrey. W latach 1802–1815 przebywała wraz z mężem i synem we Francji. Po powrocie do Anglii d’Arblaysowie osiedlili się w Bath, zaś po śmierci Alexandre'a w 1818 roku Fanny przeniosła się do Londynu. Przygotowała do publikacji pamiętniki ojca, wydane w 1832 roku. Zmarła w 1840 roku.

## Twórczość
Powieści: 
- Ewelina, czyli Wyjście młodej panny na scenę świata (Evelina: Or The History of A Young Lady's Entrance into the World, Londyn 1778, wyd. polskie Wilno, 1830[2]),
- Cecilia: Or, Memoirs of an Heiress (Londyn 1782),
- Camilla: Or, A Picture of Youth (Londyn 1796),
- The Wanderer: Or, Female Difficulties (Londyn 1814).

Burney była też autorką pamiętników z opisami życia dworskiego i artystycznego Londynu oraz licznych listów, wydanych w 8 tomach w latach 1972–80.